# Lentiarenium
Lentiarenium ist eine ausgestorbene Gattung der Gabelschwanzseekühe (Dugongidae). Die einzige bekannte Art der bislang monotypischen Gattung ist Lentiarenium cristolii aus dem Oberoligozän (Chattium) in der Umgebung von Linz (Oberösterreich) und angrenzenden Gebieten in Niederösterreich.

## Forschungsgeschichte und Etymologie
Im April 1839 wurden in der sogenannten „Sicherbauer-Sandgstätten“, einer ehemaligen Sandgrube im heutigen Stadtgebiet von Linz, der stark fragmentierte Unterkiefer, sowie mehrere Rippen und Wirbelknochen eines zunächst unbekannten Tieres gefunden und dem „Museum Francisco-Carolinum“ übergeben. Kurze Zeit später folgten weitere Belegstücke (zwei isolierte Molaren) und im Oktober 1840 schließlich ein dritter Molar von der gleichen Fundstelle, der dem „kaiserlichen Museum der Naturgeschichte“ in Wien übergeben wurde.
Georg Weishäupl, damals Kustos am „Museum Francisco-Carolinum“, und dem Museumsdiener Voigt gelang es die einzelnen Bruchstücke des Unterkiefers wieder zu einem nahezu Ganzen zusammenzusetzen. Weishäupl fertigte eine Zeichnung des Fossils an und schickte sie gemeinsam mit einem Fundbericht an Paul Partsch, den damaligen Kustos der mineralogischen Abteilung des  k. k. Hof-Naturalien-Cabinets in Wien. Partsch überließ die Unterlagen Leopold Fitzinger, der das Fossil korrekt als Unterkiefer einer ausgestorbenen Art der Seekühe bestimmen konnte. Das Fossil befindet sich heute unter der Inventarnummer OLL 2012/1 am Oberösterreichischen Landesmuseum (OLL).

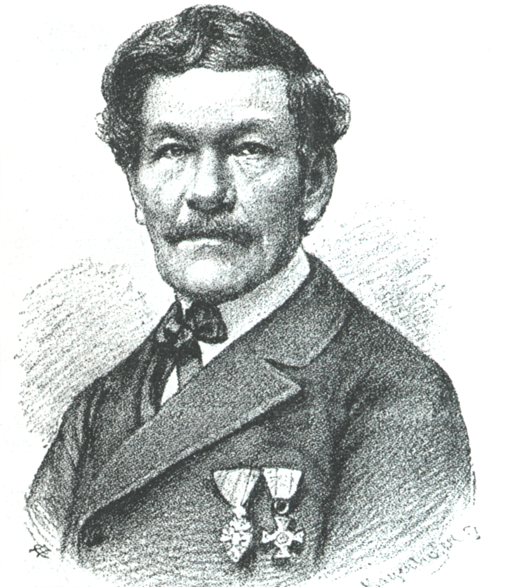
Leopold Fitzinger

Fitzinger stellte die neue Art in die 1838 von Johann Jakob Kaup aus dem Tertiär des Mainzer Beckens beschriebene Gattung Halitherium. Die von Jules de Christol 1840 beschriebene Gattung Metaxytherium wurde von Fitzinger als identisch mit Halitherium gewertet und er gab dementsprechend der, aus seiner Sicht, älteren Bezeichnung den Vorzug. In Berücksichtigung der Verdienste de Christols wählte Fitzinger jedoch die Bezeichnung cristolii als Artzusatz. Fitzinger verwendete in seiner Erstbeschreibung durchgehend die Schreibweisen „de Cristol“ beziehungsweise „cristolii“. Obschon sowohl orthographisch als auch grammatikalisch mangelhaft, ist die Bezeichnung „cristolii“ entsprechend den Regeln des ICZN-Codes gültig und spätere Schreibweisen wie „christolii“ oder „christoli“ sind zu verwerfen.
Hermann von Meyer stellte die Funde aus der „Sicherbauer-Sandgstätten“ 1843 in die von ihm ebenfalls bereits 1838 aufgestellte Gattung Halianassa und bezeichnete sie vier Jahre später als Halianassa collinii.
Im August 1854 wurde in der sogenannten „Prixenhäusl-Sandgrube“ in Linz das Teilskelett (OLL 1854/327) einer fossilen Seekuh gefunden. Franz Carl Ehrlich beschrieb 1855 den Fund gemeinsam mit einem linken Schulterblatt von derselben Fundstelle und zwei Schädelfragmenten. Ehrlich folgte in seiner Beschreibung der Namensgebung Meyers und bezeichnete sowohl die Funde aus der „Sicherbauer-Sandgstätten“ als auch jene aus der „Prixenhäusl-Sandgrube“ als Halianassa collinii.

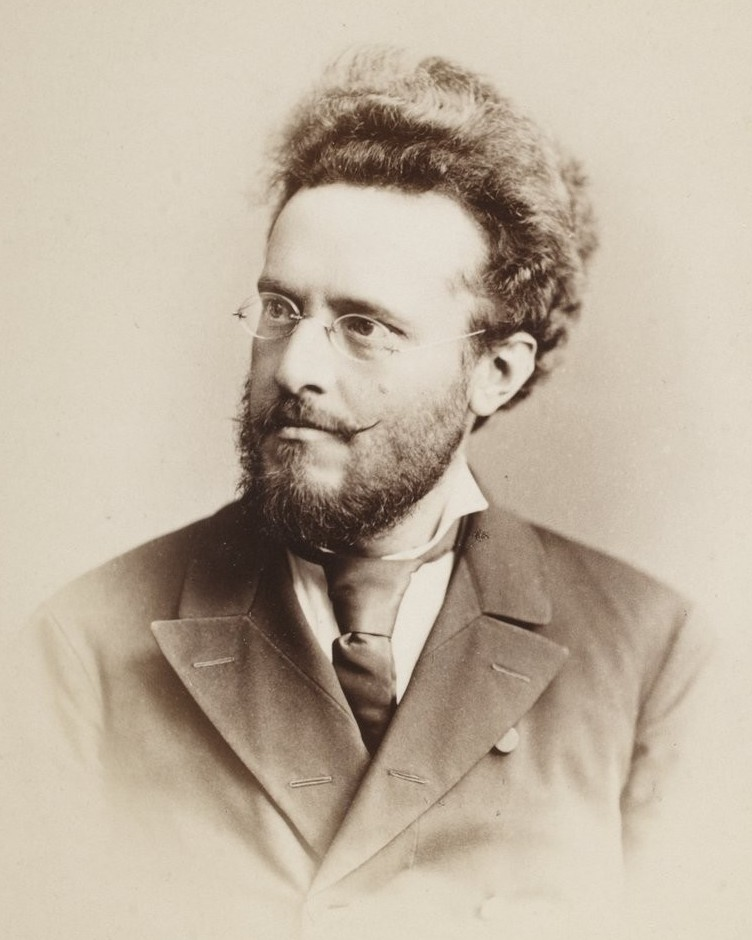
Franz Toula

1899 beschrieb Franz Toula das Schädeldach und den dazugehörenden Steinkern des Hirnschädels einer Seekuh aus gleich alten Sedimenten von Perg in Oberösterreich. Toula war sich in Bezug auf die Gattungszugehörigkeit der Fossilreste von Perg unsicher und bezeichnete sie als möglicherweise neuen Vertreter der Gattung Metaxytherium als Metaxytherium (?) pergense. Othenio Abel widersprach 1904 in einer ausführlicheren Abhandlung über „Die Sirenen der mediterranen Tertiärbildungen Österreichs“ dieser Einschätzung. Er synonymisierte Metaxytherium (?) pergense mit den Funden aus Linz, wobei er, in Anlehnung an die ursprüngliche Namensgebung durch Fitzinger, die Bezeichnung Halitherium christoli wählte. Die von Toula festgestellten anatomischen Unterschiede interpretierte Abel als innerhalb der Variationsbreite einer natürlichen Art liegend oder als Ausdruck verschiedener ontogenetischer Stadien.
Die nächste umfassendere Analyse der oligozänen Seekühe Österreichs ließ mehr als ein halbes Jahrhundert auf sich warten. 1959 veröffentlichte Franz Spillmann seine Abhandlung über „Die Sirenen aus dem Oligozän des Linzer Beckens (Oberösterreich)“. Der Umfang des verfügbaren Belegmaterials hatte sich inzwischen erheblich erweitert. Wirbel- und Rippenfragmente zählten zu den häufigeren Funden aus den Sandgruben von Linz, Perg und St. Georgen an der Gusen in Oberösterreich sowie Wallsee in Niederösterreich. Vor allem aus den Sandgruben am Westrand des Linzer Beckens, im Bereich zwischen Römerberg, Freinberg und Froschberg, stammten zahlreiche Funde, so dass Spillmann das Gebiet 1959 als „Sirenen-Bucht“ bezeichnete.
Andere postcraniale Skelettelemente oder gar Teile des Schädels waren dagegen Seltenheiten; für eine Diagnose jedoch umso wichtiger. Von besonderer Bedeutung waren der Fund eines Schädels (OLL 1926/394), der 1926 in der sogenannten „Jungbauer-Sandgrube“ in Linz geborgen worden war und 1959 von Spillmann dem Taxon Halitherium christoli zugeordnet wurde, sowie ein weiterer, nahezu vollständiger Unterkiefer (OLL 1939/257) der 1938 gemeinsam mit Teilen der Schädelbasis, einem Oberkieferfragment und Teilen der Halswirbelsäule im „Limonikeller“ in Linz gefunden worden war. Letzteren Fund beschrieb Spillmann 1959 gemeinsam mit postcranialen Skelettelementen von St. Georgen an der Gusen als neue Art Halitherium abeli. Gleichzeitig reaktivierte er die von Toula beschriebenen Funde von Perg erneut als eigenständige Art Halitherium pergense.
1994 schwang das Pendel zwischen Lumper und Splitter erneut in die Gegenrichtung aus und Daryl P. Domning wertete in einer umfassenderen phylogenetischen Analyse Halitherium pergense und Halitherium abeli als ident mit der bereits von Fitzinger beschriebenen Art, wobei er die Schreibweise Halitherium christolii wählte. Domning verabsäumte es allerdings entsprechende Argumente zur Untermauerung seiner Einschätzung zu liefern. Nachdem Manja Voss bereits 2014 darauf hingewiesen hatte, dass für die Typusart der Gattung Halitherium (Halitherium schinzii Kaup, 1838) und damit auch für die Gattung selbst, keine gültige Definition vorlag, unterzog sie, gemeinsam mit Björn Berning und Erich Reiter, die Funde aus dem Oligozän des Linzer Beckens einer erneuten Analyse. Die Autoren fanden dabei keine Belege, dass die oberoligozänen Küsten des Linzer Beckens von mehr als einer Art von Seekühen bewohnt worden waren. Im Rahmen der Revision der verworfenen Gattung Halitherium wurden die von Spillmann propagierten Arten Halitherium christolii, Halitherium pergense und Halitherium abeli zusammengefasst und als Lentiarenium cristolii in die neue Gattung Lentiarenium gestellt.
Der neue Gattungsname Lentiarenium setzt sich zusammen aus „Lentia“, dem Namen des römischen Kastells und der dazugehörigen Zivilsiedlung im heutigen Stadtgebiet von Linz, und „arenium“ nach dem lateinischen „arena“ („Sand“). Der Begriff nimmt Bezug auf die „Linzer Sande“, die informelle Bezeichnung für die oberoligozänen Sande der Linz-Melk-Formation, aus denen die Funde stammen.

## Synonyme der Typusart
Die recht turbulente Forschungsgeschichte spiegelt sich in einer Vielzahl an Synonymen für die Typusart der Gattung Lentiarenium wider:
- Halitherium cristolii Fitzinger, 1842[1]
- Halianassa collinii Meyer, 1847[4][6]
- Metaxytherium (?) pergense Toula, 1899[7]
- Halitherium christoli Fitzinger, 1842[5][8]
- Halitherium pergense (Toula, 1899)[5]
- Halitherium abeli Spillmann, 1959[5]
- Halitherium christolii Fitzinger, 1842[9]
- Lentiarenium cristolii (Fitzinger, 1842)[2]

## Alterszuordnung der Funde
Die Sande der Linz-Melk-Formation im Stadtgebiet von Linz lassen sich auf Basis von biostratigraphisch verwertbaren Foraminiferen, Mollusken und in den Ablagerungsraum eingespülten Überresten terrestrischer Wirbeltiere dem unteren Egerium der regionalen chronostratigraphischen Gliederung der zentralen Paratethys zuordnen, was dem oberen Chattium der internationalen chronostratigraphischen Gliederung entspricht. Die weiter östlich liegenden, teilweise bereits zu Sandstein verfestigten Ablagerungen werden als stratigraphisches Äquivalent dazu angesehen. Die Stratigraphie der Linz-Melk-Formation ist jedoch in vielen Details noch unklar und Voss et al. geben 2016 die chronostratigraphische Verbreitung von Lentiarenium mit Oberoligozän (Chattium) beziehungsweise Unteres Egerium an, was einem absoluten Alter von 25,8–23,03 Ma entspricht.

## Merkmale

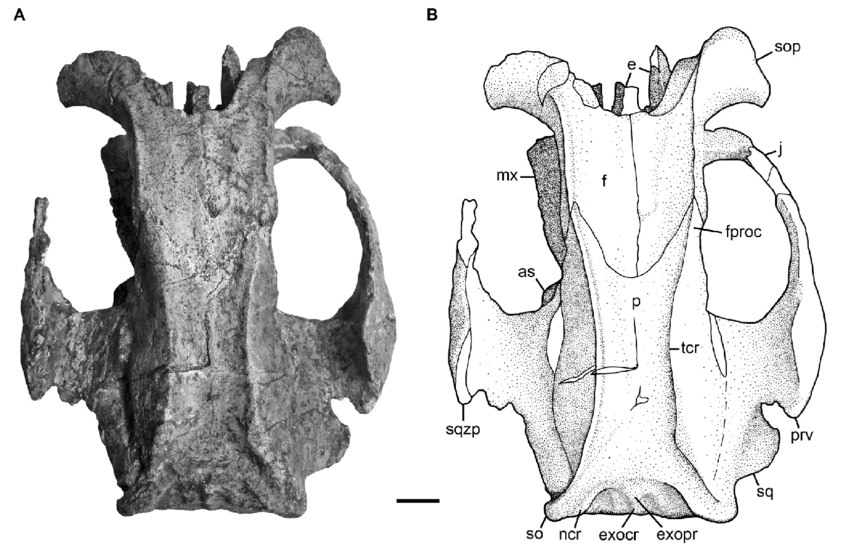
Schädel (OLL 1926/394) in dorsaler Ansicht

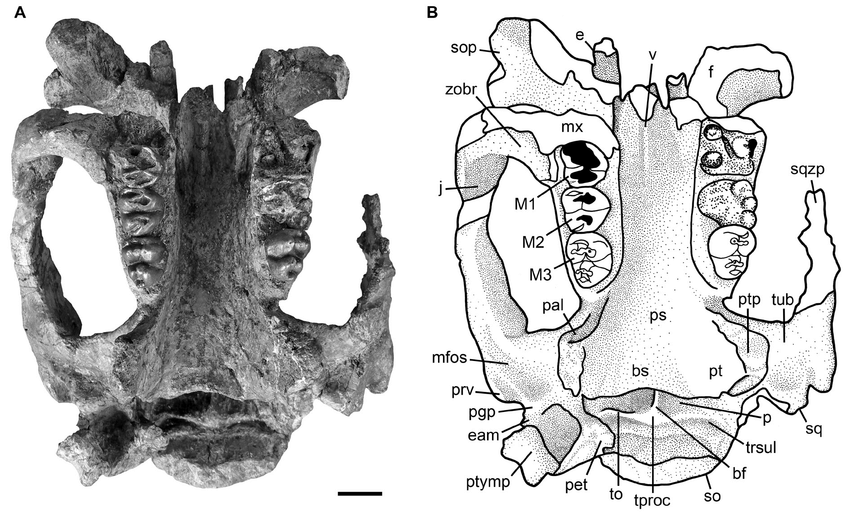
Schädel (OLL 1926/394) in ventraler Ansicht

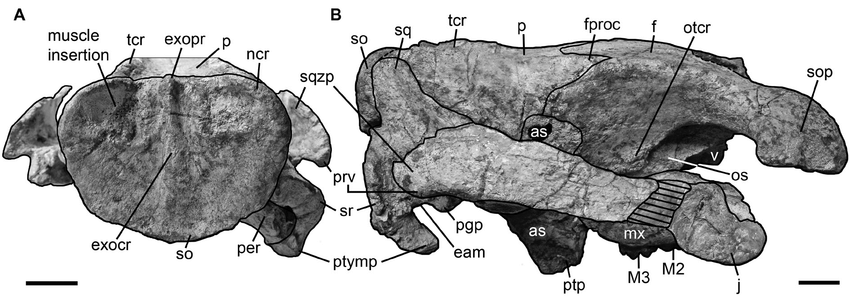
Schädel (OLL 1926/394) in caudaler (A) und lateraler (B) Ansicht

Die Merkmalsbeschreibung folgt, sofern nicht anders angegeben, im Wesentlichen der Diagnose durch Voss et al., 2016. In Klammer gesetzte Abkürzungen beziehen sich auf die entsprechenden Abbildungen.
Der Schädel von Lentiarenium cristolii zeigt typische Merkmale eines Vertreters der Gabelschwanzseekühe (Dugongidae). Ein Canalis alisphenoidalis (= Canalis alaris), eine Öffnung im Flügelfortsatz des Keilbeins („as“) durch den die Arteria maxillaris verläuft, fehlt wie bei allen höher entwickelten Sirenia. Dieses Merkmal ist nur bei den urtümlichsten Vertretern der Sirenia, wie etwa Prorastomus, Pezosiren oder Protosiren erhalten. Das Foramen ovale ist offen und bildet eine Einbuchtung. Der fünfte Prämolar („dp5“) wird nicht ersetzt und die Schuppenbeine („sq“) reichen bis zu den kräftig ausgebildeten Temporalkanten (= Linea temporalis sensu Spillmann, 1959; = „temporal crests“; „tcr“), den Ansatzstellen des Schläfenmuskels im Bereich des Scheitelbeins („p“).
Lentiarenium unterscheidet sich von den Dugonginae (Bharatisiren, Callistosiren, Corystosiren, Crenatosiren, Dioplotherium, Domningia, Dugong, Kutchisiren, Nanosiren, Rytiodus und Xenosiren), den Hydrodamalinae (Dusisiren und Hydrodamalis), und anderen Vertretern der Dugongidae (Caribosiren, Eosiren, Eotheroides, Metaxytherium, Priscosiren, Prototherium und andere Formen die ursprünglich in der Gattung Halitherium zusammengefasst waren, wie etwa Kaupitherium, ehemals Halitherium schinzii) durch folgende Kombination an Merkmalen:
Das Stirnbein („f“) ist zwischen den Temporalkanten („tpc“) flach und weist keine knotenartigen Buckel auf, wie sie etwa bei Crenatosiren zu beobachten sind. Der Processus supraorbitalis („sop“), ein Fortsatz des Stirnbeins, ist dorsoventral abgeflacht und zeigt einen deutlich ausgeprägten, annähernd dreieckigen, seitlich nach hinten gerichteten Fortsatz. Das Supraoccipitale („so“) ist dorsal breiter als ventral. Die Exoccipitale, paarige Knochen der Schädelbasis, sind im bisher vorhandenen Fossilbeleg nur bruchstückhaft erhalten. Die entsprechenden Ansatzstellen am Supraoccipitale weisen jedoch darauf hin, dass sich die beiden Knochen dorsal zum Foramen magnum in einer gemeinsamen Sutur getroffen haben. Der Processus posttympanicus („ptymp“), ein Knochenfortsatz unterhalb des Äußeren Gehörgangs („eam“), zeigt anteroventral einen deutlichen Fortsatz als Ansatzstelle für den Musculus sternomastoideus, der eine Verbindung zwischen Schädel und Brustbein herstellt. Der Processus paroccipitalis, ein als Muskelansatz dienender Fortsatz der Exoccipitale, ist lang und reicht ventral bis zum Condylus occipitalis.
Am Unterkiefer wird das Foramen mentale („mef“) von weiteren, ähnlichen, aber kleineren Öffnungen begleitet („akzessorische Foramina mentalia“, „accessory mental foramen“, „amef“). Der horizontale Teil der Unterkieferäste („hmr“) ist dorsoventral schlank.

### Bezahnung

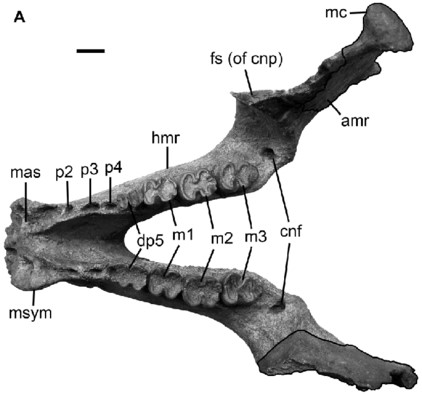
Unterkiefer OLL 1939/257 in okklusaler Ansicht

Der Symphysenbereich („msym“) des Unterkiefers ist stark nach unten gebogen und die Kaufläche („mas“) in diesem Bereich schließt mit der Kaufläche im Bereich der Backenzähne einen Winkel von etwa 120° ein. Beim rezenten Dugong (Dugong dugon) liegt der Wert bei etwa 110°. Die Kaufläche im Symphysenbereich ist beim rezenten Dugong mit einer Hornplatte bedeckt. Darunter befinden sich auf jeder Unterkieferhälfte vier verkümmerte Zähne, drei Schneidezähne und der Eckzahn, die jedoch nicht vollständig aus dem Kieferknochen hervorbrechen. Die bekannten Unterkieferreste von Lentiarenium zeigen in diesem Bereich ebenfalls jeweils vier Alveolen pro Kieferhälfte. Die dazugehörenden Zähne sind fossil jedoch nicht erhalten. Eine weitere Alveole befindet sich im Übergang zwischen dem Symphysenbereich („msym“) und dem horizontalen Teil der Unterkieferäste („hmr“), die möglicherweise von einem verkümmerten Milchprämolar (dp1) besetzt war.
Der rezente Dugong verfügt im Lauf seines Lebens über insgesamt sechs Backenzähne in jeder Kieferhälfte, die jedoch nicht alle gleichzeitig ihre Funktion ausüben. Bei der Geburt des Tieres sind in der Regel nur die zweiten bis vierten Prämolaren („p2“–„p4“) vorhanden, die als erstes abgenutzt werden und der Reihe nach ausfallen, bis das Tier etwa 8–16 Jahre alt ist. Die Prämolaren werden nach und nach durch die Molaren („m1“–„m3“/„M1“–„M3“) weiter hinten im Kiefer ersetzt. Der erste Prämolar („p2“) fällt üblicherweise im Alter von 3–4 Jahren aus, noch bevor der letzte Molar („m3“/„M3“) aus dem Kieferknochen durchgebrochen ist. Die beiden gut erhaltenen Unterkiefer von Lentiarenium cristolii (OLL 1939/257 und OLL 2012/1) zeigen einen ähnlichen Status in Bezug auf die Entwicklung der Backenzähne. Die Alveolen der Prämolaren („p2“–„p4“) sind leer und alle drei Molaren („m1“–„m3“) zeigen bereits starke Abnutzungsspuren. Im Unterschied zu Dugong dugon ist bei Lentiarenium cristolii zwischen dem vierten Prämolar („p4“) und dem ersten Molar („m1“) noch ein weiterer, siebter Backenzahn eingeschaltet, der als persistierender Milchprämolar („dp5“) interpretiert wird.
Die Prämaxilla und der vorderste Teil der Maxilla fehlen im Fossilbeleg. Es ist daher nicht bekannt, ob Lentiarenium im Oberkiefer über stoßzahnartig verlängerte Schneidezähne verfügte.

## Palökologie

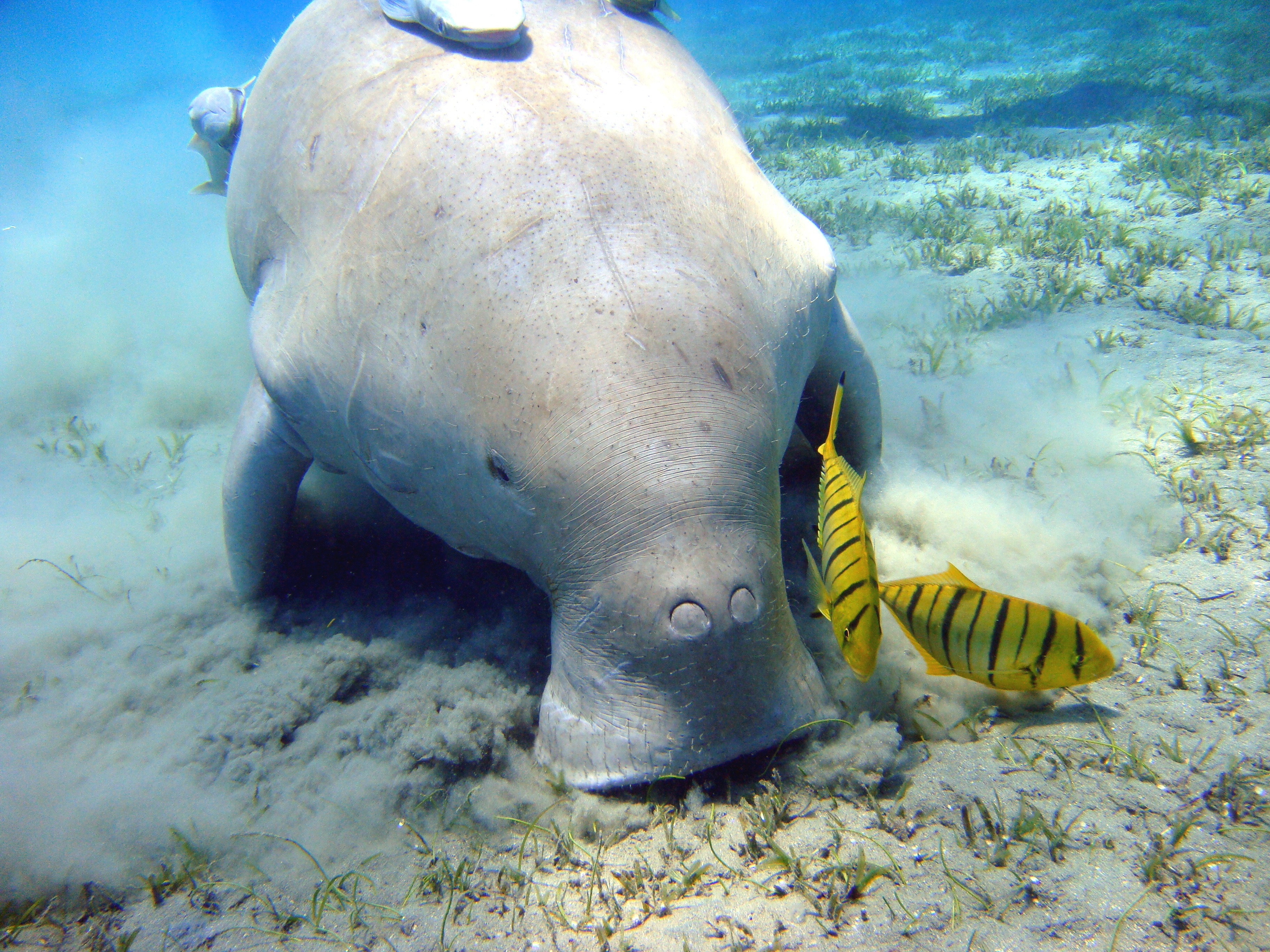
Rezenter Dugong beim Abweiden von Seegras

Die „Linzer Sande“ der Linz-Melk-Formation wurden im Bereich des nordalpinen Molassebeckens am nördlichen Rand der Zentralen Paratethys unmittelbar entlang der Küste zur  Böhmischen Masse abgelagert. Sie entstanden während einer Transgressionsphase und repräsentieren Ablagerungen im flachmarinen Bereich von Lagunen, Felsküsten, sandigen Vorstrandbereichen und von den Gezeiten beeinflussten Gebieten des Schelfs.
Der rezente Dugong bewohnt ähnliche Habitate. Er ernährt sich vorwiegend von Seegras, das er in küstennahen, flachmarinen Bereichen vom Meeresboden abweidet. Als spezielle Anpassung an diese Ernährungsweise gilt der typische, um etwa 70° nach unten gebogene vordere Kieferbereich, der es den Tieren ermöglicht auch horizontal schwimmend den Meeresboden abzuweiden. Der Winkel ist bei Lentiarenium mit ca. 60° etwas flacher als beim Dugong, ein Wert von über 50° wird bei fossilen Seekühen jedoch als Hinweis auf eine Ernährungsweise gewertet, die im Wesentlichen der des rezenten Dugong gleicht.
Einige fossile Vertreter der Gabelschwanzseekühe besaßen stoßzahnartig verlängerte Schneidezähne, die vermutlich dazu verwendet wurden um die kohlehydratreichen Rhizome von tiefer wurzelnden Seegrasarten auszugraben. Das Merkmal ist meist mit einer geringeren Kieferkrümmung als beim rezenten Dugong, der nur flach wurzelnde Rhizome aufnehmen kann, verbunden. Ein entsprechender Fossilbeleg für Lentiarenium fehlt jedoch, da die vorderen Bereiche des Oberkiefers bislang nicht bekannt sind.